# Hyastenus brachychirus
Hyastenus brachychirus is een krabbensoort uit de familie van de Epialtidae. De wetenschappelijke naam van de soort is voor het eerst geldig gepubliceerd in 1899 door Nobili.